# Буенізм
Буенізм — принизливий термін, який в останні роки було введено консервативними іспанськими медіагрупами, а з 20 грудня 2017 року зафіксовано в словнику іспанської мови для позначення певних схем соціальної й політичної думки та дій (таких як мультикультуралізм та політична коректність). які доброзичливо, але наївно та сентиментально, без жодного зв'язку з реальним результатами, демонструють поведінку, засновану на переконанні, що велику частину соціальних проблем можна вирішити діалогом, солідарністю та толерантністю.
Термін за короткий час швидко розширився в іспанській народній мові.
В англомовному середовищі інколи використовується термін «гудизм» (від англ. good — добро).

## Етимологія
Термін походить від об'єднання грецького суфікса -ізм з іспанським прикметником «добро». Він виник як термін із принизливим та сатиричним характером, що використовується для визначення політики, що проводиться, зокрема, партіями, лівими асоціаціями, громадськими та організаціями гуманітарної допомоги, заснованими на безумовній підтримці соціально-соціальних секторів, що знаходяться, на їхню думку, в пригнобленому становищі, через субсидії, вживання інклюзивної мови, політику позитивних дій тощо.

## Аналоги в інших мовах
Німецький термін Gutmensch. За словами дослідника Ремберта Гюзера, термін «Gutmensh» був винайдений як жарт німецьких письменників фейлетонів «покоління 1989», таких як Маттіас Горкс та Клаус Біттерманн. Широко вживається з середини 1990-х. Має виразно зневажливу конотацію.
Англійський термін do-gooder є прямим перекладом з німецької, вживається нарівні з німецькомовним терміном.